# Riauöarna
Riauöarna är öar i Indonesien.   De ligger i provinsen Kepulauan Riau, i den västra delen av landet, 800 km norr om huvudstaden Jakarta.